# Ферге, Жужа
Жужа Ферге (венг. Ferge Zsuzsa; 25 апреля 1931, Будапешт — 4 апреля 2024) — венгерский социолог и статистик, которая особенно известна своей работой по сокращению бедности. Она была почётным профессором на кафедре политики, экономики и права в Университете Лоранда Этвёша, где помогла создать кафедру исследований социальной политики. Она также там была главой Центра исследований бедности, а также главным научным сотрудником в Рабочем подразделении Национальной программы Венгрии по борьбе с детской бедностью, занимая обе эти должности после выхода на пенсию. Считалась одной из пионеров подготовки социальных работников и специалистов в области социальной политики в Венгрии.

## Биография
Её дед, раввин и историк литературы Армин Кечкемети (1874–1944), и отец, журналист Дьёрдь Кечкемети (1901–1944), погибли в нацистских концлагерях Штрассхоф и Освенцим соответственно.
Начиная со второго курса в университете, работала в Центральном статистическом управлении Венгрии. После 1956 года её перевели на менее престижный факультет статистики домохозяйств. Там по её преложению была создана группа, изучавшая динамику доходов и заработков с 1958 года, а затем социальное неравенство в целом с 1962 года. Группа стала Отделом исследований стратификации, который она возглавляла до 1969 года.
Ферге была почётным профессором на кафедре политики, экономики и права в Университете Лоранда Этвёша, где стала штатным профессором в 1988 году. Её ставят в заслугу создание там кафедры исследований социальной политики. Она вышла на пенсию в 2001 году, но после этого она продолжала возглавлять Центр исследований бедности в университете.
В 1998 году Ферге стала членом Венгерской академии наук. В 1993 году она была избрана в Европейскую академию.
В 2002 году Ферге была награждена Средним крестом ордена «За заслуги перед Венгерской Республикой». В 2007 году она стала обладательницей ордена «За заслуги» имени Имре Надя от правительства Венгрии, а в 2009 году она выиграла премию «Двадцать лет Республики» от правительства Венгрии. В 2010 году Ферге стала обладательницей Европейской гражданской премии. В 2011 году Ферге получила премию «За заслуги всей жизни» от Венгерского социологического общества. Она также имела почетную докторскую степень Эдинбургского университета.
Ферге умерла 4 апреля 2024 года в возрасте 92 лет. В том же году в её честь назван астероид 578622 Fergezsuzsa.

## Вклад
Основными направлениями её научных исследований были: социальная структура и стратификация венгерского общества; общественное воспроизводство; социальное неравенство; социальная интеграция; история и функционирование общества. Особое внимание уделяла проблемам бедности, в том числе детской, маргинализации и изоляции, а также важности социальной политики, которую определяла как
совокупность мер политики, направленных на решение социальных проблем, или, точнее, основополагающая система принципов и идей... Она может быть эффективной только в том случае, если её цели и ценности интегрированы в практическую политику.

Ценности социальной политики, которые мы считаем приемлемыми, имеют три основных источника. Один из них – это ряд иудео-христианских религиозных заповедей, включая помощь слабым, любовь и принятие чужаков. Второй – наследие Просвещения о свободе, равенстве, братстве или солидарности, справедливости, правах и достоинстве. Третий – социал-демократическая идеология, стремящаяся демократическими методами ограничить несправедливое функционирование капиталистического рыночного общества и уравновесить его с помощью государственного вмешательства, разработанного по воле народа.
Методологически академическая работа Ферге была сосредоточена на статистической социологии. Она сосредоточилась на бедности в Венгрии, и в частности на сборе и анализе социологических данных, касающихся детской бедности. Она также участвовала в обширной деятельности по сокращению детской бедности в Венгрии, и специализировалась на взаимодействии государственной политики и бедности.
Является автором или соавтором более трёхсот научных публикаций; также вела журналистскую деятельность, публикуя статьи на общественно-политические темы в нескольких ежедневных и еженедельных газетах. Её самые популярные книги – «Стратификация нашего общества» (1969), «Социологические проблемы школы» (ред. совместно с Юдит Хабер, 1974), «Социальная детерминация школьной системы и школьных знаний» (1976), «Исследования социальной политики» (1980), «Главы из истории венгерской политики борьбы с бедностью» (1986), «Необузданное неравенство» (2000), «Венгерская социальная и социальная политика, 1990–2015» (2017) – сформулировали дилеммы эгалитарной реформы для всей венгерской интеллигенции.  
По мнению Гашпара Миклоша Тамаша, Ферге всегда была социалисткой, но в духе немарксистского, эгалитарного социализма, свойственного французской социологической науке (от Эмиля Дюркгейма и Марселя Мосса до Пьера Бурдье). Негативно оценивала последствия рыночных трансформаций в плане роста неравенства:
Наверху – олигархи, власть имущие, крупные капиталисты, крупные землевладельцы, мнящие себя великими господами, странная постсоциалистическая смесь капиталистического и феодального мира – образуют всё более сплочённую группу, всё более отдаляющуюся от общества в целом. Внизу – миллионы бедняков, нищих, безработных, прекарно занятых, становящихся бездомными, ромов, которые не только дистанцируются, но и всё больше отрываются от общества, вытесняясь в сегрегированные зоны, изолированные деревни и небольшие регионы.